# Phyllopidea utahensis
Phyllopidea utahensis är en insektsart som beskrevs av Knight 1968. Phyllopidea utahensis ingår i släktet Phyllopidea och familjen ängsskinnbaggar. Inga underarter finns listade i Catalogue of Life.